# Nervis Villalobos
Nervis Gerardo Villalobos Cárdenas (1965) es un político venezolano. Villalobos se desempeñó como viceministro de Energía Eléctrica durante la presidencia de Hugo Chávez.
Su pareja Milagros Coromoto Torres es Ingeniero de Sistemas. las investigaciones judiciales en España, por presuntas tramas de lavado de dinero desde Pdvsa que se originó a partir de la acusación que hizo el Tribunal del Distrito Sur de Texas de Estados Unidos, en agosto de 2017, en la que aseguran que el exviceministro de Energía Eléctrica de Venezuela, Nervis Villalobos, acumula 16 investigaciones proveniente de tramas de corrupción en Petróleos de Venezuela (Pdvsa). Así lo informa la ONG Transparencia Venezuela. De acuerdo con Transparencia Venezuela, solo se conoce la cantidad de dinero involucrado en las presuntas tramas de corrupción en 10 de los 16 casos, cuya suma es de cinco mil novecientos cuatro millones novecientos cuarenta mil dólares ($ 5.904.940.000).

## Estudios
Es un Ingeniero eléctrico egresado de la Universidad del Zulia en 1990 con una especialización en el área de Planificación de Sistemas Eléctricos de la Universidad de Chicago en 1993 y una especialización en Planificación Energética Integrada en la Agencia Internacional de Energía de París, Francia en 1997, 

## Carrera
Su especialización fue financiado por la empresa Energía Eléctrica de Venezuela (Enelven) mientras estaba trabajado en Enelven, donde alcanzó cargos gerenciales, trabajo en 1999 con la Oficina de Operación de Sistemas Interconectados (Opsis) y se desempeñó como director general de Energía del "Ministerio de Energía y Minas" durante la gestión de Alí Rodríguez Araque. En 2002 ocupa el cargo de viceministro de Energía reemplazando a José Luis Pacheco un Ing civil. En junio de 2002 cuando Rafael Ramírez llega al ministerio, Villalobos ya se desempeñaba como viceministro de Energía Eléctrica, donde se encargó de planes de incremento de la generación eléctrica, como el de La Vueltosa, dentro del Complejo Hidroeléctrico Uribante Caparo en los estados Mérida y Táchira. Villalobos fue denunciado por irregularidades en proyectos eléctricos, incluyendo el de La Vueltosa. con la contratación del Consorcio Alstom Power Hydro.
En 2004 Villalobos ocupa la presidencia de la Compañía Anónima de Administración y Fomento Eléctrico (CADAFE) segundo cargo que pudo acceder por un cambio en los estatutos de la empresa. En 2007 Hugo Chávez lo retira de PDVSA luego de los escándalos de sobreprecios denunciado por el diputado ingeniero Luis Tascón. Pero Rafael Ramírez Carreño lo contrata en PDVSA como “encargado de negocios eléctricos”, un cargo en el que fungió como gestor en la compra de plantas eléctricas sin licitaciones por el decreto de "emergencia eléctrica" aprobada por Hugo Chávez en febrero de 2010.

## Investigaciones
Durante su vicepresidencia, la estatal administró 643 millones de dólares que serían invertidos en 223 proyectos de transmisión (líneas y subestaciones). No obstante, tan solo 155 millones de dólares fueron invertidos en proyectos. Según declaraciones de Villalobos estos proyectos eran pagados por el Fondo Chino y el Fondo para el Desarrollo Nacional (Fonden), Es acusado de haber recibido sobornos millonarios a cambio de jugosos contratos, fue retirado en el 2007 de Pdvsa.

### Proyecto La Vueltosa, Táchira-Mérida
En 2003 se aprobó el proyecto de la Central Hidroeléctrica Fabricio Ojeda dentro del Complejo Hidroeléctrico Uribante Caparo, cuyo acuerdo establecía que la central estaría lista en un plazo de 37 meses contados a partir de la firma del acta de inicio, por un monto de USD 160.463.000,00. Sin embargo en diciembre de 2003 se había firmado por USD 125.000.000 dólares. En 2007, el Consorcio franco brasilero Alstom Power Hidro (CAPHI), resultó altamente cuestionada fue acusada de pagar a funcionarios del Ministerio de Energía y la estatal CADAFE millones de dólares en sobornos para ‘ganar’ el contrato de La Vueltosa, reseñó el portal Anti lavado de dinero.com. El retardo de la obra en el 2007 le valió a Villalobos un escarnio público por parte del expresidente Hugo Chávez durante un Aló Presidente y su próximo despido. En 2008 la policía suiza allanó las oficinas de esta empresa y procedió a realizar varios arrestos por señalamientos de corrupción y lavado de dinero.

### Proyecto termoelectrica central de ciclo combinado Termocentro, Caso Duro Felguera
2023; La empresa española metalurgia asturiana Duro Felguera aclaró en fiscalía que pagó desde 2008 a 2013 un total de 105,6 millones de dólares a Nervis Villalobos por supuestas asesorías, dicha cantidad se pagó en tres tandas, indicó la fiscalía: Una de 53,9 millones de dólares, una segunda de 25 millones y una última de 26,6 millones. a cambio a dicha empresa se le adjudicó en el año 2009 un contrato por 1.500 millones de euros para construir una central eléctrica, denominada Termocentro, en el Estado de Miranda (Venezuela).El presidente de Duro Felguera, Juan Carlos Torres Inclán, y el entonces consejero delegado, Ángel Antonio del Valle, fueron acusados por la fiscalía por haber entregado un total 105,6 millones de dólares.
En agosto de 2011 el periodista César Batiz denunció la compra de unidades de generación eléctrica usadas por parte de Bariven representados por Javier Alvarado Ochoa y Julia Van Den Brule, abogada del Ministerio de Energía, durante la crisis energética de 2010 por intermedio de tres empresas (dos venezolanas y una española:Derwick Associates, Técnicas Reunidas Terca CA. y Duro Felguera) que el diputado Enrique Márquez denunció en la Asamblea Nacional por sobrefacturación que no se investigó. En un tercer contrato de 2011 aparece la empresa "Ingeniería Gestión de Proyectos de Energía CA" (Ingespre) propiedad de Villalobos y su esposa Coromoto Torres.
La Fiscalía sostiene que, en marzo de 2014, gracias a los ingresos recibidos de Duro Felguera, Villalobos adquirió, al menos, una parte de un inmueble situado en La Moraleja (Madrid), cuyo valor de tasación era 2,6 millones de euros.
El 15 de marzo de 2015, el diario español El Mundo publicó un artículo sobre un grupo de altos funcionarios del gobierno venezolano con cuentas en el Banco de Madrid y en el Banco Privado de Andorra con ahorros en euros producto del pago de comisiones. Según el artículo, una de las comisiones fue pagada por la compañía española Duro Felguera.
En marzo de 2016, el portal web Sumarium indicó en un artículo que la Fiscalía Anticorrupción de España abrió el mes pasado diligencias de investigación de Villalobos y al expresidente de Duro Felguera, Juan Carlos Torres Inclán, por un presunto delito de cohecho internacional. Una investigación de la página El Español señaló que Villalobos fue interrogado en la Fiscalía Anticorrupción sobre el contrato de asesoría oral firmado con Duro Felguera por 46 millones de euros, donde defendió la legalidad del contrato firmado por el grupo empresarial.
En septiembre de 2016, el portal web El Confidencial publicó un artículo en el que reseña que la Fiscalía tomó declaración a principios de año a Villalobos, respaldó el testimonio del presidente de Duro Felguera y negó que hubieran irregularidades con el cobro recibido en Banco Madrid, pero que otros testigos habrían aportado al Ministerio Público pistas que apuntalaban a la acusación de cohecho internacional.
En 2021 el juez español Ismael Moreno Chamarro españoles investigó las comisiones repartidas a Nervis Villalobos y Javier Alvarado Ochoa, fundamentales en el esquema de corrupción. El Mundo desveló en 2015 que Duro Felguera pagó 50 millones a Nervis Villalobos, exviceministro de Energía por proporcionar información de forma oral. Concluye la Fiscalía que el investigado Villalobos habría recibido de Duro Felguera para conseguir la licitación más de 105 millones de dólares transferidos a sus cuentas bancarias en Suiza, España y Estados Unidos. Venezuela le tiene una deuda a Duro Felguera de 105 millones y este le tiene 200 contenedores con un nuevo turbogenerador a gas almacenados.

### Proyecto Tocoma, Caso Odebrecht
En 2010 un tribunal del Principado de Andorra a cargo del juez Canolic Mingorance, conoció el caso de lavado de dinero en la Banca Privada de Andorra. Según la fiscalía venezolana estaban implicados por los menos 16 altos exfuncionarios de Pdvsa y del Ministerio del Poder Popular para el Petróleo, entre los que destacan Nervis Villalobos y Javier Alvarado. El 30 de noviembre de 2012 a petición de la Fiscalía de Andorra en cooperación con las autoridades de EE. UU. por presunto delito de blanqueo de dinero habían sido bloqueados como medida cautelar las cuentas de jerarcas venezolanos. Sin embargo un fallo del Tribunal de la Corte, Anna Estragués, ordena el desbloqueo, está fechado el 13 de mayo de 2013, lo que contradice a la propia Fiscalía andorrana, a la unidad de delitos financieros de Estados Unidos y permite desbloquear dichas cuentas por falta de pruebas. Así los beneficiarios de la sentencia pudieron retirar su dinero.
Lo sucedido en 2013 puso las alarmas a la FinCEN y preparó un informe. El reporte emitido por el Departamento del Tesoro de EE. UU. a través de The Financial Crimes Enforcement Network (FinCEN) en 2015, revela que la Banca D’Andorra facilitó transferencias por valor de US$ 4200 millones. Este caso también es investigado en España (Banco de Madrid).
En 2016, diputados de la Asamblea Nacional interpelaron al asesor externo de la empresa brasileña Odebrecht y representante del Consorcio OIV por el retraso de cuatro años para entonces de la represa de Tocoma, y posteriormente declararon de responsabilidad política a siete exministros de energía eléctrica: Rafael Ramírez Carreño; Alí Rodríguez Araque; Jesse Chacón; Argenis Chávez; Javier Alvarado y a Nervis Villalobos.
En conclusión el proyecto de la central hidroeléctrica de Tocoma junto con un consorcio encabezado por la brasileña Odebrecht. “Su costo inicial (en 2005) fue de 3,061 millones de dólares, financiados parcialmente por el Banco Interamericano de Desarrollo (BID). Al 2011 la inversión total alcanzaba 5,995.61 millones de dólares (un incremento de 96%), y al 2014 el costo de la obra superaba ya los 10,371 millones de dólares (un incremento de 239% respecto al costo inicial previsto)”, recoge Transparencia Venezuela.

### Otros casos
Se ha sabido de un total de 16 casos según transparencia Venezuela, como la denuncia de Otto Reich, exembajador de EE UU en Venezuela por los contratos con la empresa Derwick Associates que le fue la adjudicados 11 contratos para la construcción de plantas termoeléctricas en Venezuela durante los años 2009 y 2010. Los 11 proyectos asignados directamente a Derwick Associates por más de 5,000 millones de dólares, arrojaron una sobrefacturación equivalente a 2,933 millones de dólares.
Asimismo, la compañía energética vasca Elecnor también figura entre las empresas que presuntamente pagaron “comisiones” a Villalobos. Asimismo, la compañía energética vasca Elecnor también figura entre las empresas que presuntamente pagaron “comisiones” a Villalobos. Tanto Villalobos como Elecnor han negado las acusaciones.

## Cuentas en la banca de Liechtenstein
El Tribunal de Justicia de Vaduz está investigando delitos de lavado de dinero, que ocurrieron entre enero de 2009 y diciembre o alrededor de esa fecha 2019, en violación del derecho penal de Liechtenstein, específicamente, el artículo 165(1) a (3) del Código Penal de Liechtenstein. Según las autoridades estadounidenses, Villalobos Cárdenas obtuvo personalmente más de 16 millones de dólares provenientes de un esquema ilegal.  La investigación reveló que, el 11 de agosto de 2011, una consultora con sede en Estados Unidos transfirió 3.252.962 dólares a la cuenta del banco suizo. Antes de eso, el 12 de marzo de 2009, un titular desconocido de un número de cuenta de International Union Bank. El 2 de diciembre de 2013 se transfirieron USD 1.000.000 desde una cuenta bancaria en Suiza a la cuenta bancaria del Volksbank AG.

## Denuncia y arresto
El 26 de octubre de 2017, Villalobos fue detenido en España por una orden de arresto de Estados Unidos en la que se le señala de presunta participación en un plan de soborno relacionado con Petróleos de Venezuela (PDVSA).  En diciembre de 2017 tuvo acceso el diario español El País a las cuentas desbloqueadas donde diez altos directivos chavistas estuvieron implicados en las investigaciones de la policía de Andorra, recibieron presuntamente comisiones ilegales superiores a 2000 millones de euros por favorecer adjudicaciones a compañías extranjeras de proyectos y obras. El 9 de febrero de 2018 España aprobó la extradición de Villalobos a EE UU. Sin embargo no fue extraditado por un recurso que presentó
El 13 de septiembre de 2018, el diario español El País reseñó que Villalobos fue procesado por un juzgado en Andorra por su presunta vinculación con el blanqueo de capitales en establecimiento bancario y pertenencia a una red que cobró entre 2007 y 2012 sobornos de empresas que después se vieron beneficiadas con adjudicaciones millonarias de PDVSA. Según la policía de Andorra, Villalobos movió 124 millones de euros a través de una decena de depósitos en Andorra.
El 14 de septiembre de 2018, la Audiencia Provincial de Madrid admitió el recurso que la defensa de Villalobos interpuso contra su entrada en prisión dictada por un juez en mayo de 2018, siendo liberado el 11 de octubre de 2018. Efecto Cocuyo reseñó que el magistrado investigaba un delito de blanqueo a raíz de la transferencia de casi siete millones de dólares realizada entre octubre de 2011 y junio de 2012 a la sucursal en Lisboa del Banco Madrid, dinero después invertido parcialmente para adquirir una casa en La Moraleja, una urbanización de Madrid, pero que la audiencia creía que en el momento "no se veía con suficiente claridad" que el procedimiento “pudiera desembocar en una condena penal”.
El 17 de octubre de 2018 fue detenido por orden del juzgado 41 de Madrid ante nuevos indicios del caso. El juicio fue sobreseído provisionalmente en septiembre de 2022 por falta de evidencias, sin embargo en febrero de 2023 la magistrada continuó investigando en otra pieza, en la que no está imputado Villalobos, en supuestas «operaciones de disimulación y camuflaje, con la finalidad de defraudarla y obtener un beneficio ilícito» pero ordenó bloquear una cuenta bancaria en Luxemburgo con 40 millones de euros de la empresa «Mirabaud & CIE S.A.» a nombre de una sociedad (CVGN Enterprises Group Limited), en la que figura Villalobos como titular.
El 26 de marzo de 2020, el gobierno de Estados Unidos anunció cargos contra Nicolás Maduro y otras 14 figuras oficialistas, entre las que se encuentra Nervis Villalobos. El 3 de marzo de 2021, el Tribunal Administrativo Federal de Suiza negó otorgar el permiso de residencia a Nervis Villalobos y su familia, por considerarlo una “amenaza para la seguridad pública y un riesgo para la reputación de la Nación”. Nervis Villalobos está en la "prisión de Soto del Real" en España, porque está pendiente de su extradición a Estados Unidos. Un juzgado de Houston lo acusa desde agosto de 2017 de delitos de corrupción internacional y blanqueo de capitales, ha colaborado con fiscales de Estados Unidos.
El 8 de febrero de 2023 se reactiva en España el juicio que fue sobreseído provisionalmente en septiembre de 2022 contra el exministro Nervis Villalobos. La audiencia dio una orden solicitada por la Fiscalía española de investigación a Luxemburgo con el objetivo de bloquear una cuenta con 40 millones de euros atribuida a Nervis Villalobos
El 4 de mayo de 2023 el gobierno de Andorra bloqueó cuentas mínimas donde aun quedaba un resago por un monto de 55 millones de dólares de 21 ejecutivos venezolanos de las presuntas comisiones ilegales abonadas a la red por contratistas que recibieron millonarias adjudicaciones de PDVSA antes del 2015. Entre los cuales se bloqueo 2 millones de euros (unos 2,2 millones de dólares) pertenecientes a Villalobos y que manejó a través de doce depósitos en la Banca Privada d'Andorra, unos 124.2 millones de euros (137 millones de dólares).

## Empresas asociadas
Entre las sociedades controladas por Villalobos están:
- Ingeniería Gestión de Proyectos de Energía CA (Ingespre) registrada en Venezuela
- Kingsway Holdings Overseas Ltd, registrada en Islas Vírgenes Británicas,
- Kingsway Lda, de la isla portuguesa de Madeira,
- Vamshore Enterprises Limited SA, de Panamá,
- Kinsway Europe SL, de España, y
- Auyantepuy INC, de Estados Unidos

Todas ellas están relacionadas con proyectos especializados en las áreas de electricidad, petróleo y gas.
- “Swiss Account 1” donde Villalobos era copropietario y uso para transferir una gran parte de los 27 millones de dólares